# St. Petersburgische Zeitung (Onlinezeitung)
Die St. Petersburgische Zeitung (SPZ) war eine deutschsprachige Monatszeitung aus Sankt Petersburg, Russland. Ab 1991 erschien sie als Monatszeitung unter dem Titel St. Petersburgische Zeitung. Der Name der Zeitung geht auf die von 1727 bis 1915 im zaristischen Russland herausgegebene Tageszeitung St. Petersburgische Zeitung zurück.

## Start als Print
Im neuen Russland wurde 1991 versucht, eine deutschsprachige Zeitung in Sankt Petersburg unter dem Traditionstitel Sankt-Petersburgische Zeitung als kostenloses Wochenblatt neu zu beleben. Die Erscheinungsweise wurde jedoch wieder auf monatlich umgestellt. Die seltenere Erscheinungsweise und niedrigere Auflage als vor dem Ersten Weltkrieg erklärt sich vor allem dadurch, dass statt wie damals etwa 50.000 heute nur etwa 5.000 deutsche Muttersprachler in der Stadt leben. Daneben wurde die Zeitung von Touristen gelesen, da sie von Hotels mit deutschsprachigen Gästen verbreitet wird.

## Kooperation mit Russland Aktuell und Ende
Von 2005 bis Ende 2007 kooperiert die Zeitung mit dem Onlinemedium Russland Aktuell. Der Russland-Aktuell-Redakteur Lothar Deeg war in dieser Zeit Chefredakteur der St. Petersburgischen Zeitung. Es existierte eine eigenständig redigierte Onlineausgabe der Zeitung, die sich jedoch im Anschluss an das Ende der Kooperation mit Russland Aktuell auflöste. Die St. Petersburgische Zeitung war die einzige deutschsprachige Zeitung in St. Petersburg, die  von den russischen Behörden eine offizielle Lizenz hatte.
Die Sankt Petersburger Zeitung gründete infolge dieser Trennung wieder eine eigene Onlinepräsenz, jedoch zunächst ohne Online-Newsveröffentlichung. Diese war zuletzt unter der Domain www.petersburgische.de erreichbar. Zu Beginn der 2010er Jahre stellte die Zeitung zunächst ihr Erscheinen als Printausgabe ein, zuletzt ging auch ihre Webseite offline.